# Overall

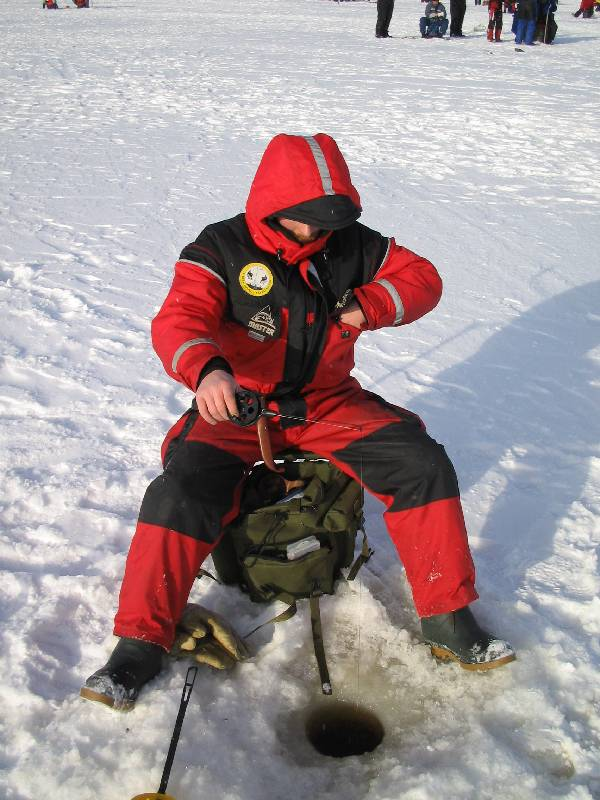
Pimpelfiskare iklädd overall mot vinterkylan.

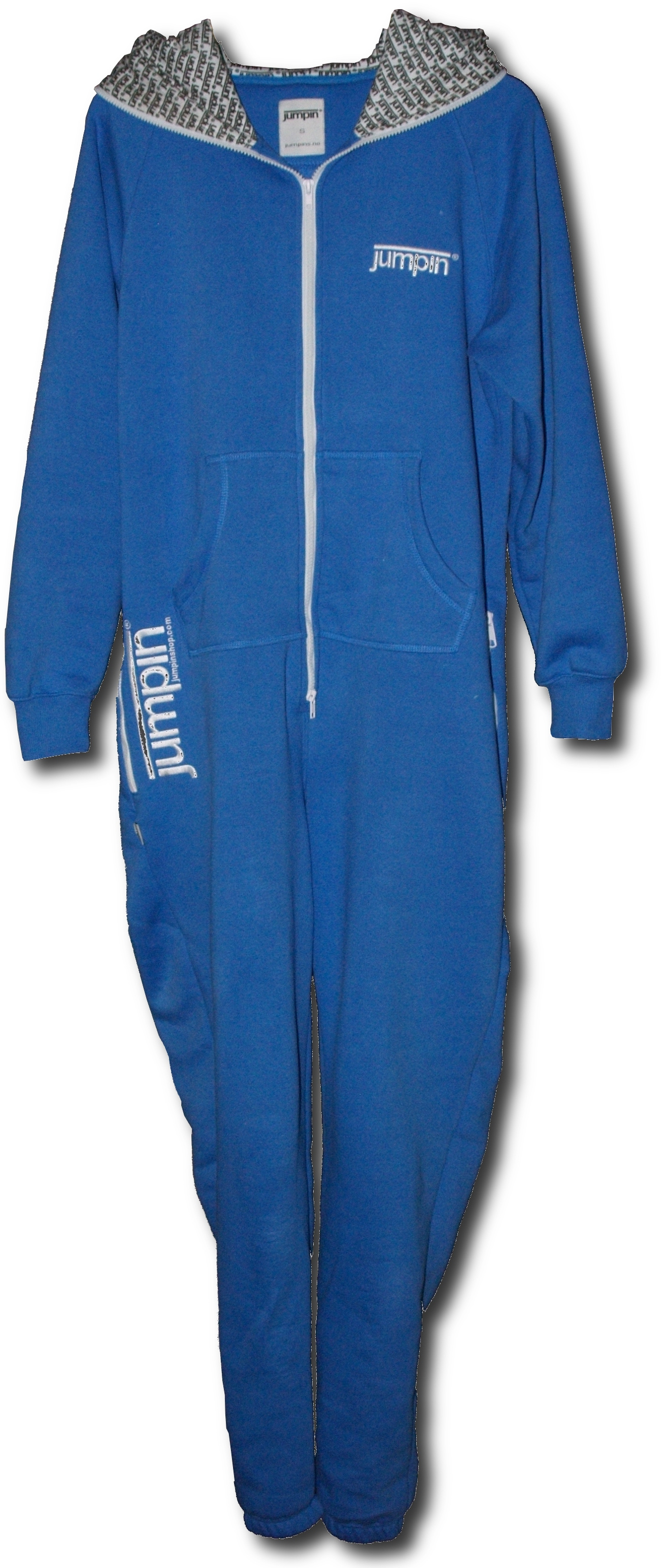
En overall för inomhusbruk, kallad onepiece, onesie eller mysoverall.

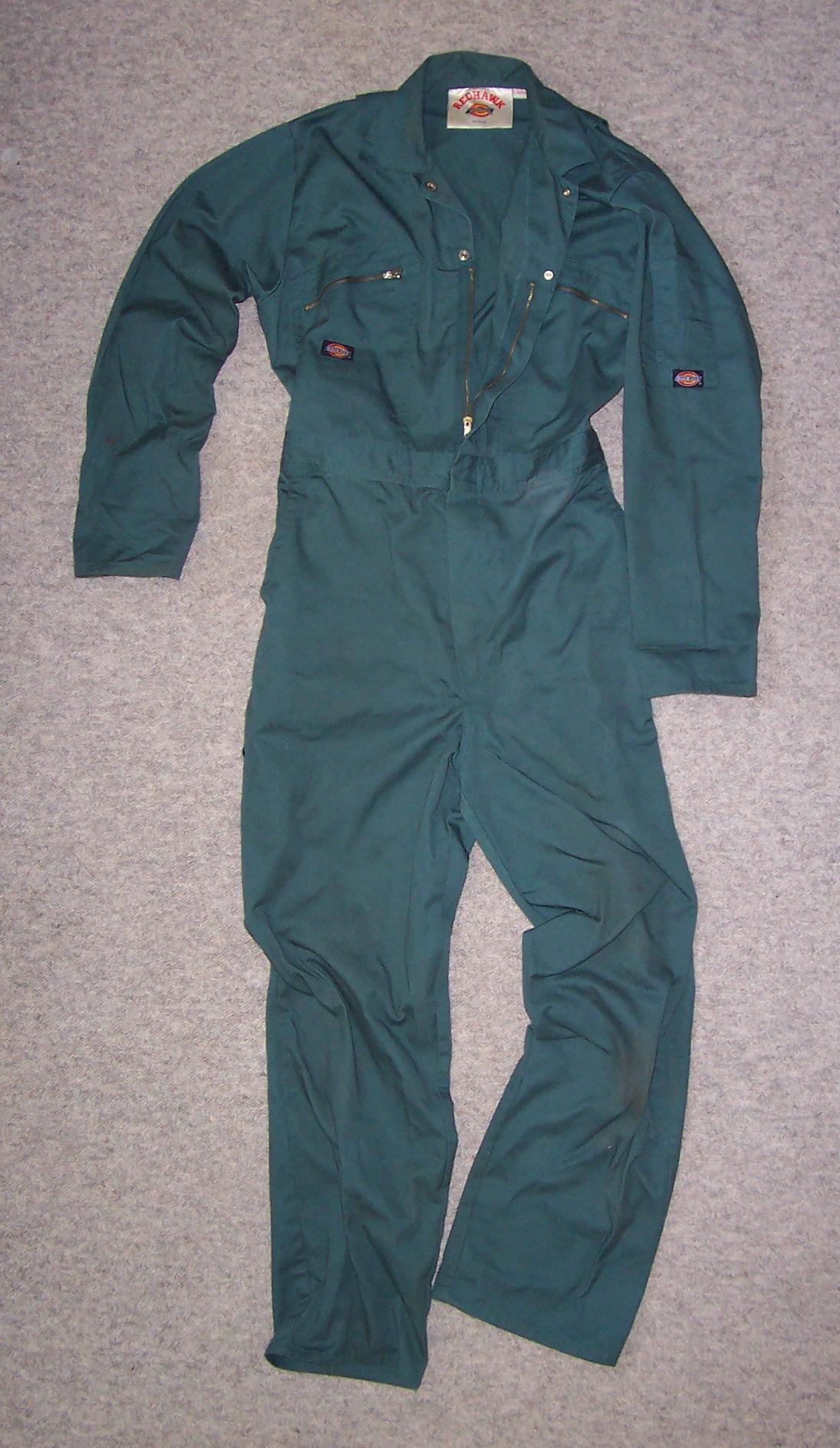
En arbetaroverall, den ursprungliga formen av overall.

Overall (uttal: [ove'roːl] eller /–al/), finlandssvenska halare eller överhalare, är ett klädesplagg i ett stycke som täcker hela kroppen. Den förekommer bland annat som arbetsplagg och ytterplagg och har återkommande haft en plats i modet, särskilt för kvinnor.
Till en början användes overallen främst som arbetskläder av manliga bygg- och industriarbetare. Senare spred sig bruket av den praktiska overallen även till andra grupper i samhället.

## Etymologi
Enligt Svenska akademiens ordbok användes ordet overall i svenskan första gången 1917; inledningsvis användes ordet enbart om arbetskläder, men fick därefter gradvis sin moderna betydelse.
Det finlandssvenska ordet halare kommer av verbet hala, något man halar, det vill säga drar, på sig. Det har också givit upphov till finskans ord haalari för samma plagg. I finlandssvenskan kan även ordet överhalare förekomma, med samma bakgrund.
Ordet overall kommer från engelskan, där dock overalls syftar på hängselbyxor av typen snickarbyxor. På brittisk engelska, kan ordet overall avse en arbetsoverall men också vissa andra typer av överdragskläder; i amerikansk engelska förekommer inte ordet för detta plagg. Svenskans overall har flera andra engelska motsvarigheter: coverall eller boiler suit (brittisk engelska) är andra ord för löst sittande arbetsoveraller medan jumpsuit ("hoppdräkt") är en mer modemässig overall och en sådan kallas aldrig overall på engelska. En helt kroppsnära overall kallas catsuit ("kattdräkt"), en underställsoverall heter union suit. Snowsuit eller skisuit kan avse en vinteroverall, men de orden kan också stå för liknande kläder i två delar; behöver man poängtera att det är en overall, så föregås det av ordet one-piece. En mysoverall av den typ som på svenska kallas onepiece (egentligen märket för en viss mysoverall), kallas på engelska oftast onesie.

## Användningsområden och popularitet
Det finns många sorters overaller, anpassade för olika användningsområden: arbetsoverall (blåställ), babyoverall, flygaroverall (G-dräkt), flytoverall, motorcykeloverall, mysoverall, pyjamasoverall, regnoverall, ridoverall, skoteroverall, skidoverall, skyddsoverall, träningsoverall, studentoverall och velouroverall (en unisexdräkt från 1970-talet). Vissa uniformer är overaller. Träningsklädsel brukar kallas overall även om den består av separata byxor och jacka (och alltså, i strikt mening, inte är någon overall).
Overaller används ofta som ytterplagg på vintern för dem som jobbar utomhus, exempelvis vid torghandel, av förskolepersonal och av hundförare, men även i friluftssammanhang, såsom av skid- och brädåkare samt bland ryttare, skoterförare, jägare som sitter på pass och isfiskare. De används också av publik på bandymatcher och andra vintersportevenemang. Barn brukar använda overall även under senhöst och tidig vår och plagget kombineras då ofta med galonbyxor, som är vattenavvisande hängselbyxor som bärs utanpå overallen. Galonbyxorna håller vätan borta och vid varmare väder hindrar de även overallen från att bli lerig. Det är vanligt att overallen och galonbyxorna inköps tillsammans så att de passar ihop både vad gäller storlek och design. Overallens vattentålighet brukar anges i enheten millimeter vattenpelare. Det finns också vinteroveraller för hundar.
Studentoveraller är arbetsoveraller som bland studenter har blivit ett ofta använt, avspänt festplagg. De räknas numera till den studentikosa traditionen och färgerna skiljer sig mellan olika fakulteter på samma sätt som fakultetsbanden hos den akademiska studentfracken.

### Mode
I perioder har overaller varit populära som modeplagg. En sådan period inföll under början av 1980-talet och en ny period av ökad popularitet kom under slutet av 2000-talets första decennium och åter under slutet av 2010-talet. Som modemässigt plagg för kvinnor kallas overallen ibland för byxdress, beroende på hur den är designad.
En mer fritidsbetonad overall i mjukt material har varit populär under början av 2010-talet och ofta kommit att benämnas med varumärkesordet onepiece eller den ursprungligen engelska termen onesie, på svenska mysoverall. Trots att denna uttryckligen varit avsedd som ett plagg för lata dagar i hemmet – det var just så den marknadsfördes – förekom den under sin mest populära tid även som gatumode.

## Overallklubb
En organisation som ideellt verkar för ett mer utbrett användande av overallen som allmänklädsel kallas normalt för overallklubb. På 1920-talet fanns en aktiv overallklubb i Stockholm vid namn Overallklubben av 1920 och det fanns ett riksförbund för motsvarande klubbar i hela landet. Föreningsmärket var ett orange band. Det fanns också en klubb i Hedemora. Medan overallklubbarna på den tiden vände sig mot allmänheten, är de nu mest studentikosa organisationer som värvar sina medlemmar på universitets- och högskolecampi.

## Overallväder
Ibland används termen overallväder om sådant vinterväder då det är lämpligt att bära vinteroverall.

## Kultur
I George Orwells roman 1984 har alla medborgare uniform i form av en blå overall, bortsett från partifunktionärer som har svarta overaller. Att ta av sig overallen får en symbolisk betydelse för avståndstagandet från regimen i huvudrollen Winston Smiths tankar.
I berättelserna om Ghostbusters använder huvudpersonerna overaller som arbetskläder.
April O'Neil i Teenage Mutant Ninja Turtles bar ofta en gul overall i den tecknade serien från 1987.
En del musikartister bär overall på scen. Vissa artister har gjort overaller till något av sitt kännemärke, till exempel Elvis Presley, Slipknot och Suzi Quatro.

## Galleri

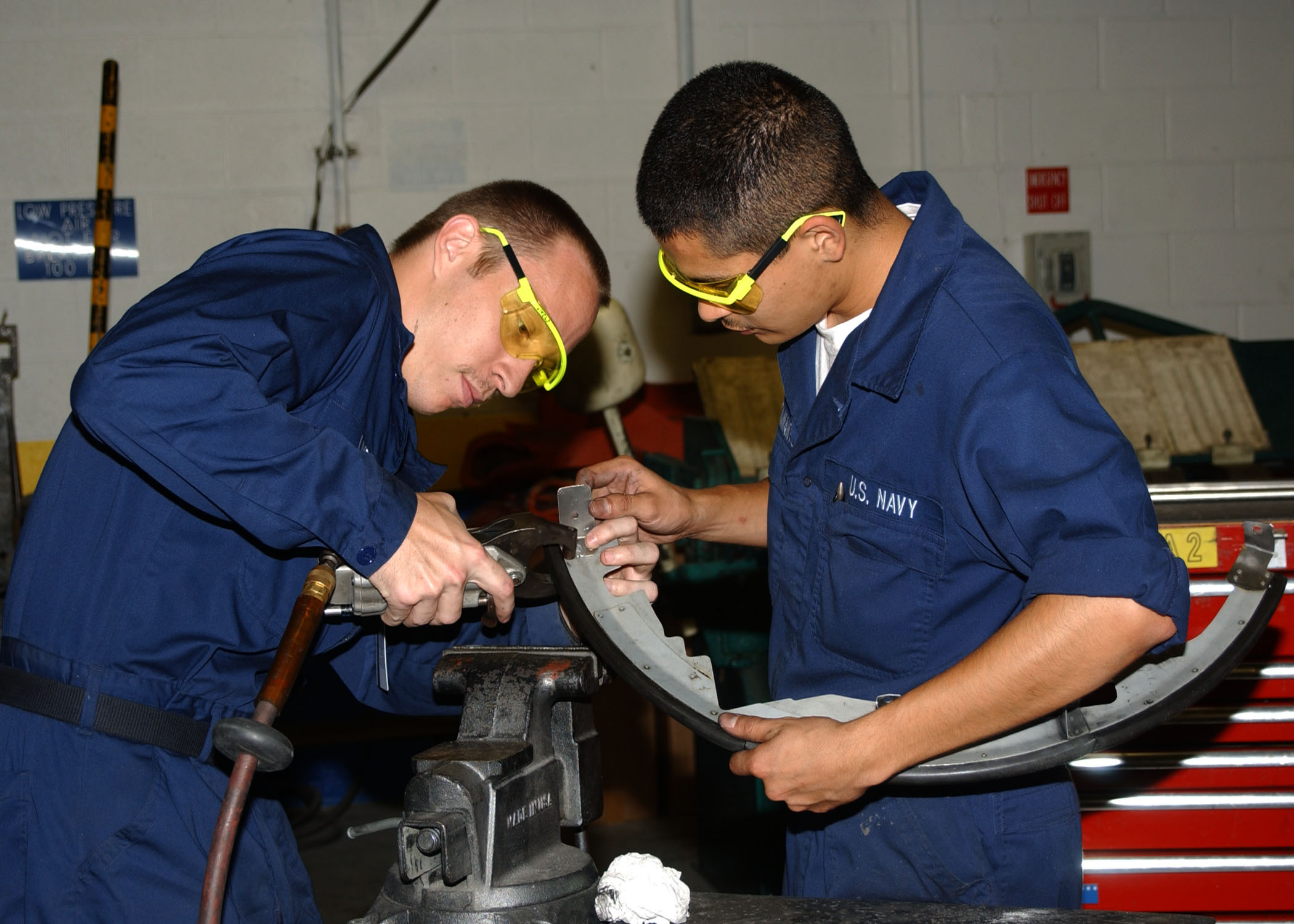
Amerikanska flygmekaniker iklädda overaller
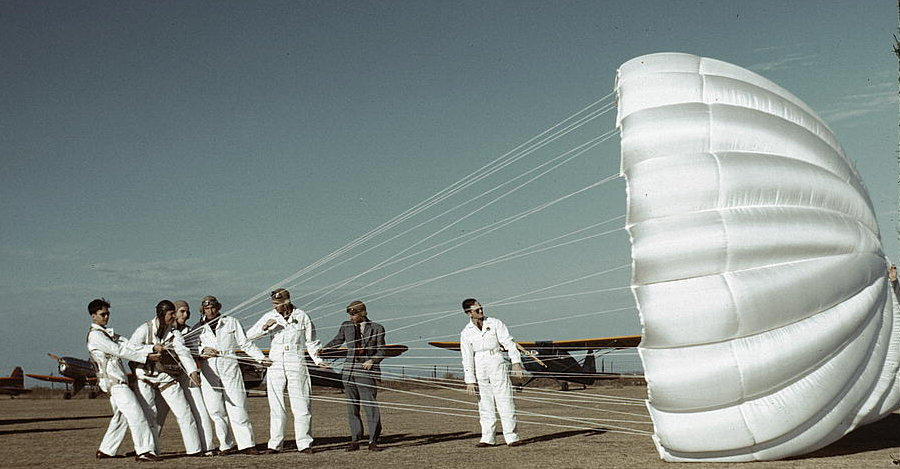
Overaller används ofta vid fallskärmshoppning, vilket har givit upphov till engelskans ord jumpsuit ("hoppdräkt") för detta plagg
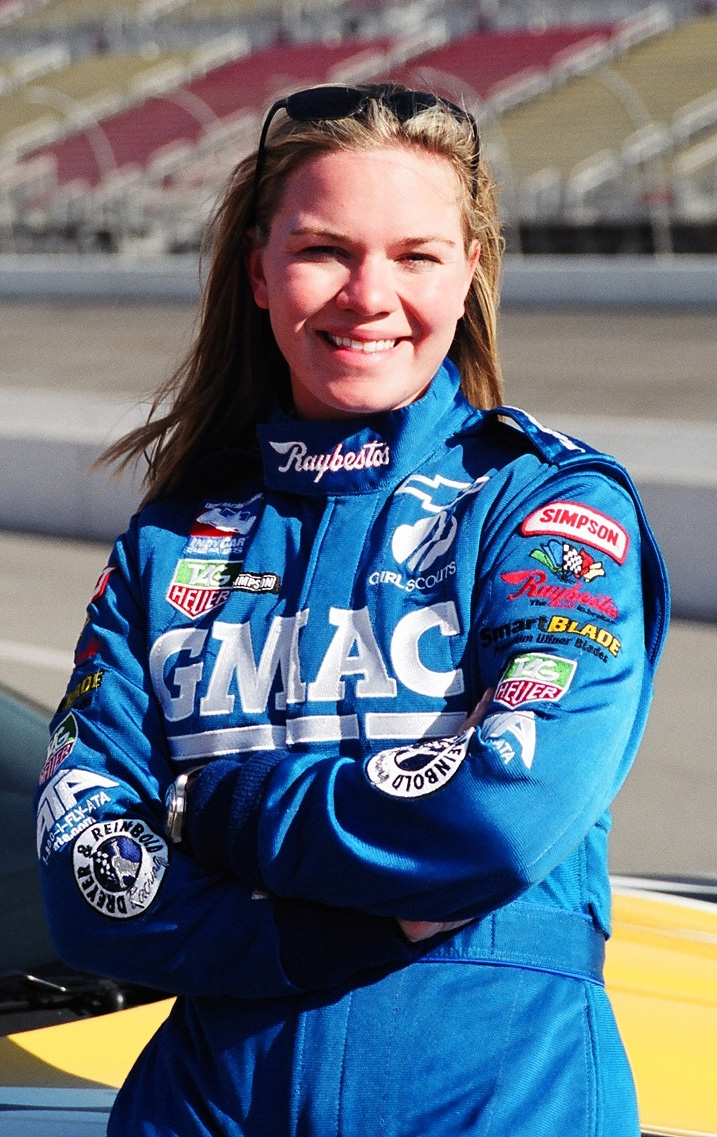
Sarah Fisher i en typisk racingoverall, flamsäker och med påsydda sponsormärken.
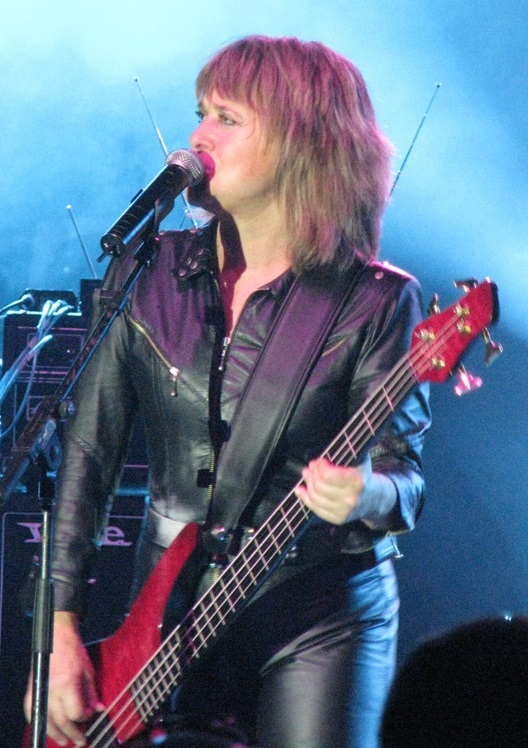
Suzi Quatro iklädd svart läderoverall under en konsert i AIS Arena i Canberra i Australien den 26 september 2007.
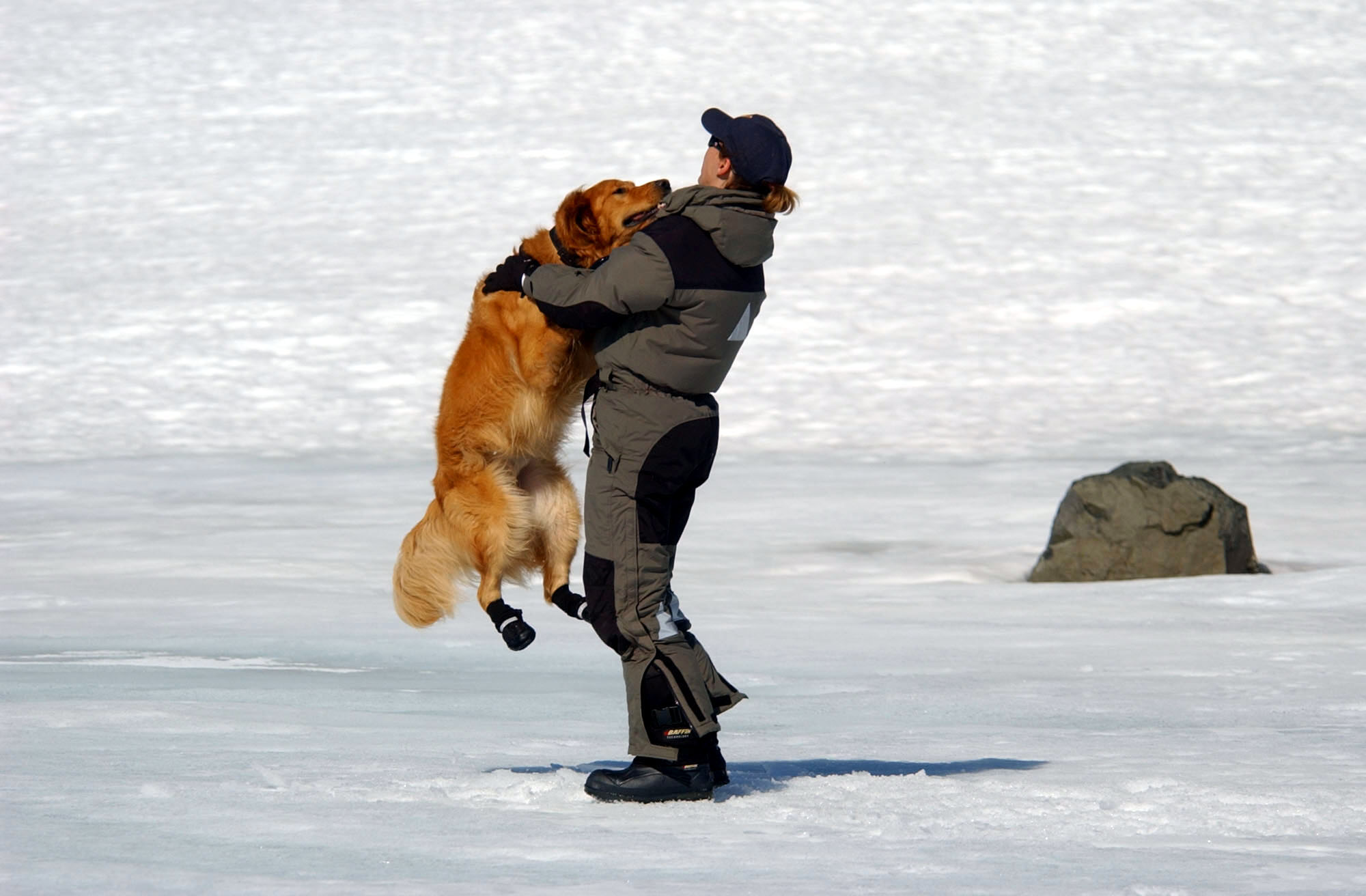
En hundförare iklädd overall i sitt arbete med sin hund vintertid. Hunden har skydd mot kylan på sina tassar.
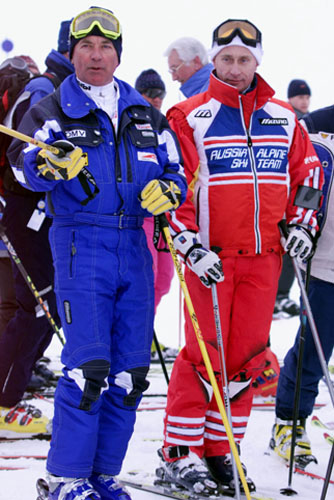
Karl Schranz i skidoverall tillsammans med Vladimir Putin, som har en tvådelad skiddräkt.
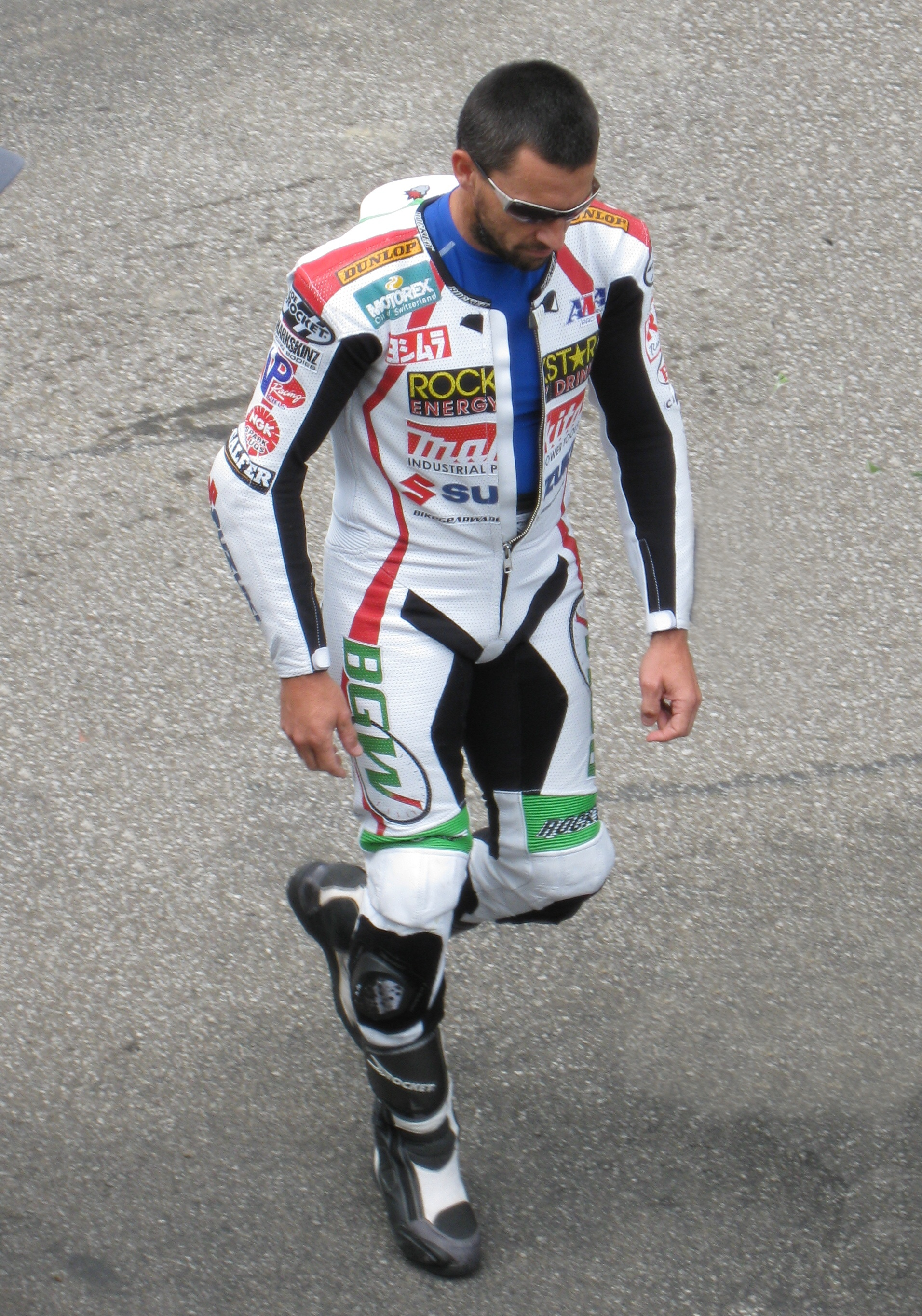
Motorcykeloverall i tävlingssammanhang
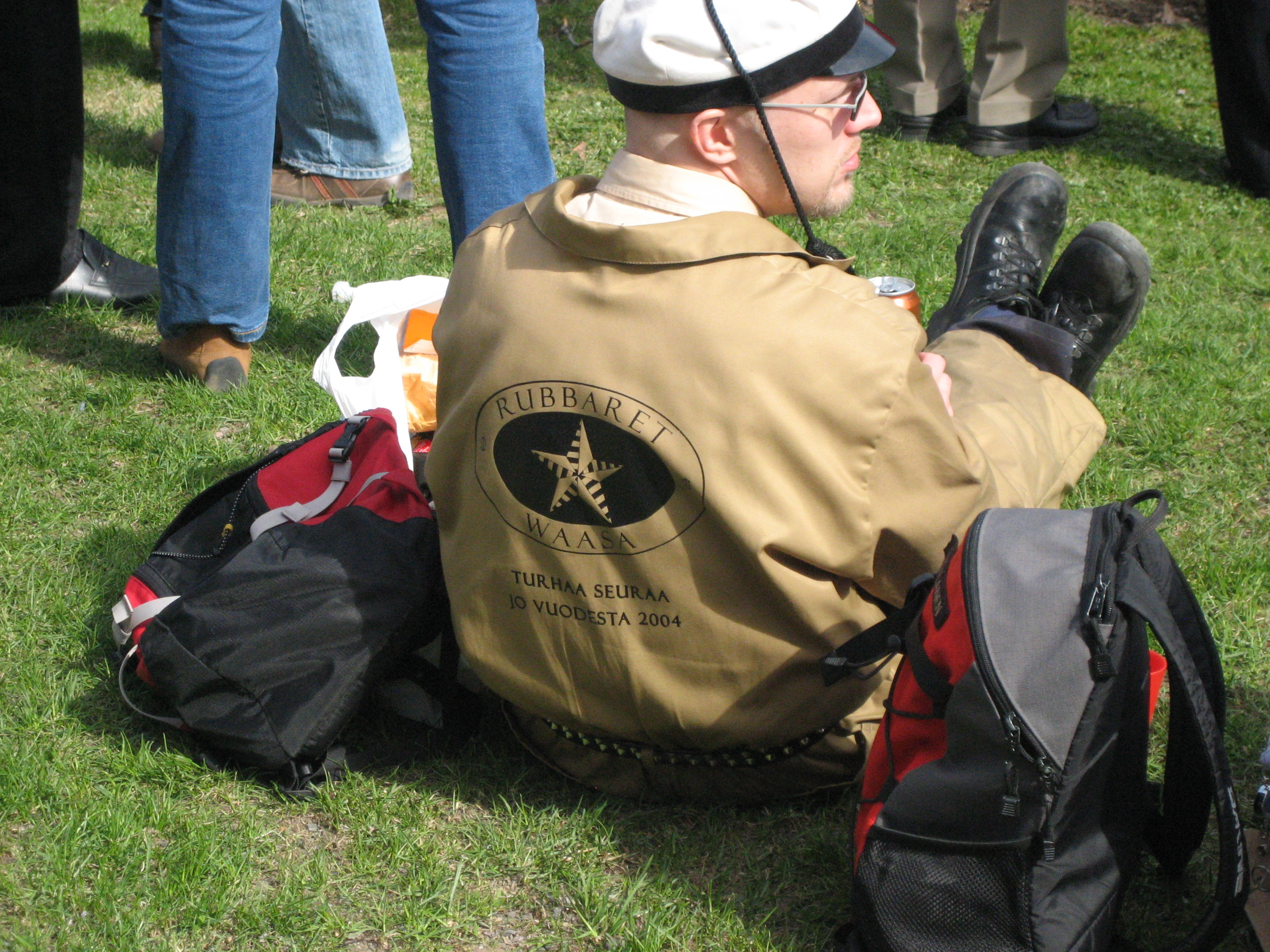
En teknolog i studentmössa och studentoverall
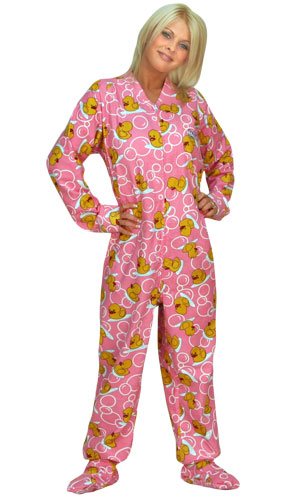
Kvinna i pyjamasoverall.
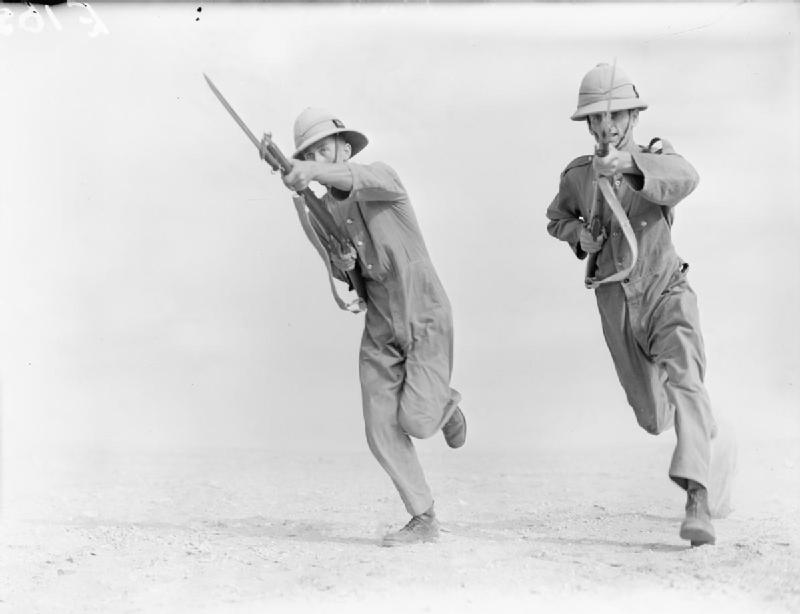
Brittiska soldater med overall som fältuniform i Nordafrika under andra världskriget.
Overall som vardagsklädsel för ungdom i mitten av 1900-talet.
Påbudsmärke för att använda skyddsoverall.